# Gypsy Smith
Gypsy Smith, född 31 mars 1860, död 4 augusti 1947, var den fattige zigenarpojken som blev en framstående predikant, och bedrev evangeliska kampanjer i England och USA i över 70 år.